# مؤیدالفضلا
مؤیدالفضلا، یکی از فرهنگ‌های فارسی که در سال ۹۲۵ هـ. ق توسط محمد لاد دهلوی در زمان اوج فرهنگ‌نویسی در هندوستان، نوشته شده است. این فرهنگ واژگان در سه فصلِ عربی، فارسی و ترکی نوشته شده است.